# 아프로 팝

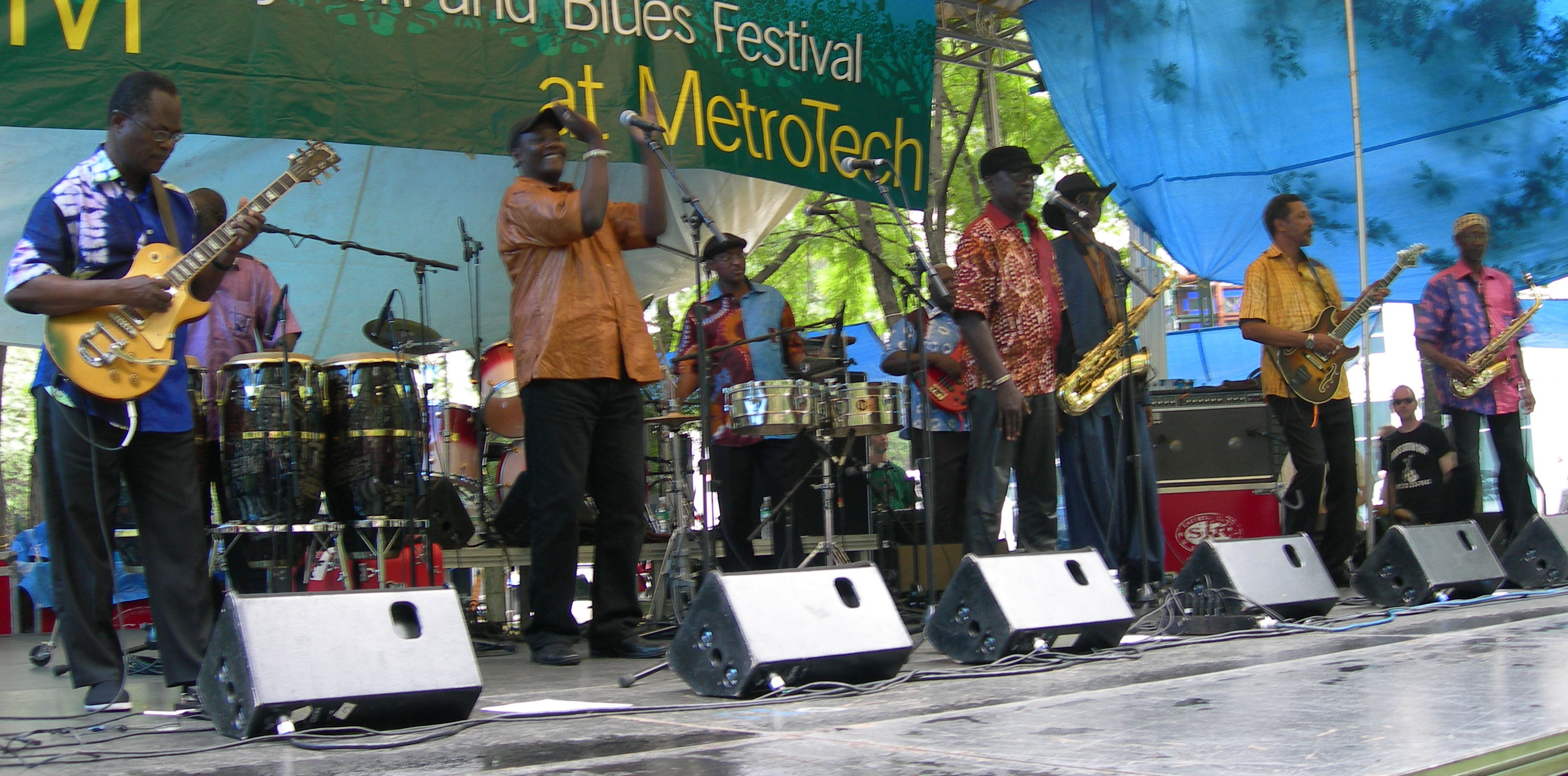
바오밥 오케스트라

아프로 팝(Afropop)은 아프리카 전통 음악과 같이, 방대하고 다양하다. 아프리카 대중 음악의 대부분의 현대 장르는 서양 대중 음악과의 교차 영향을 기반으로 한다. 블루스, 재즈, 살사, 주크, 룸바와 같은 많은 장르의 대중 음악은 노예가 된 아프리카인들에 의해 아메리카로 옮겨진, 아프리카로부터 음악 전통에 대한 다양한 정도를 도출한다. 이러한 리듬과 소리들은 이후에 록, 리듬과 블루스와 같은 새로운 장르에 의해 각색되었다. 마찬가지로, 아프리카 대중 음악은 요소들, 특히 서양 음악 산업의 악기들과 녹음실 기술들을 채택했다. 그 용어는 특정한 스타일이나 소리를 언급하는 것이 아니라 아프리카 대중 음악의 일반적인 용어로서 사용된다.